# クリケットイングランド代表

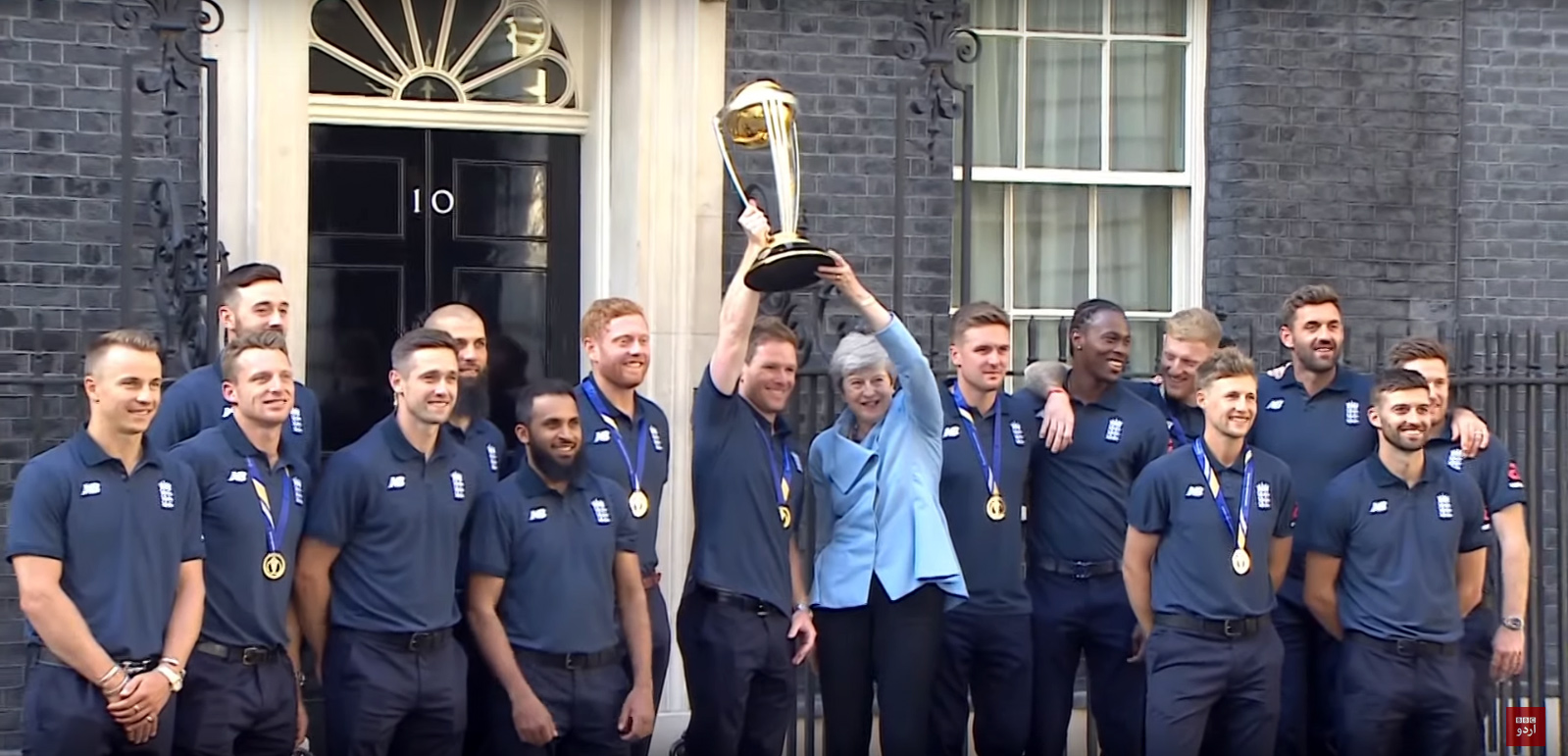
2019 クリケット・ワールドカップの優勝メンバーとテリーザ・メイ首相

クリケットイングランド代表（England cricket team）はイギリス本土のうちイングランドとウェールズ(1992年まではスコットランドも含まれていた)の選手で構成されるイングランド・ウェールズクリケット委員会（ECB）が管轄するクリケットのナショナルチームである。1903年から1996年まではメリルボーン・クリケット・クラブ（MCC）が管轄していた。
最初の国際試合は1877年3月15日から19日まで行われたオーストラリア戦である。

## 代表成績

### ワールドカップ
- 1975 - 準決勝敗退
- 1979 - 準優勝
- 1983 - 準決勝敗退
- 1987 - 準優勝
- 1992 - 準優勝
- 1996 - 準々決勝敗退
- 1999 - GS敗退
- 2003 - GS敗退
- 2007 - スーパー8敗退
- 2011 - 準々決勝敗退
- 2015 - GS敗退
- 2019 - 優勝
- 2023 - GS敗退

### ICC T20ワールドカップ
- 2007 - スーパー8敗退
- 2009 - スーパー8敗退
- 2010 - 優勝
- 2012 - スーパー8敗退
- 2014 - スーパー10敗退
- 2016 - 準優勝
- 2021 - 準決勝敗退
- 2022 - 優勝
- 2024 - 準決勝敗退

### ICCチャンピオンズトロフィー
- 1998 - 準々決勝敗退
- 2000 - 準々決勝敗退
- 2002 - GS敗退
- 2004 - 準優勝
- 2006 - GS敗退
- 2009 - 準決勝敗退
- 2013 - 準優勝
- 2017 - 準決勝敗退
- 2025 - GS敗退